# Twyla Tharp

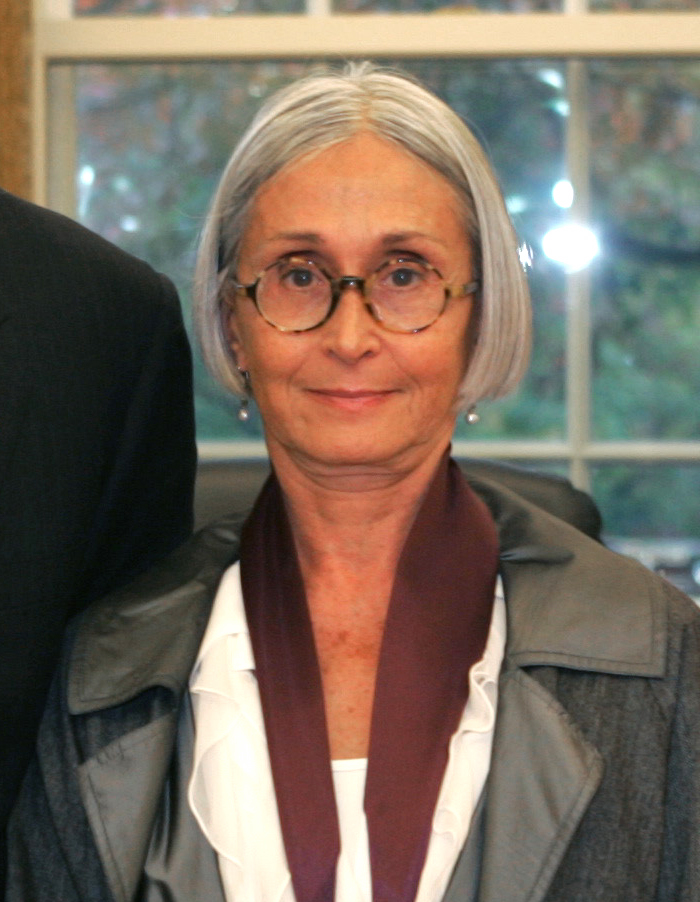
Twyla Tharp (2004)

Twyla Tharp (* 1. Juli 1941 in Portland, Indiana) ist eine US-amerikanische Choreografin und Ballettmeisterin.

## Leben
Twyla Tharp wuchs in Kalifornien auf. Ihre Mutter, eine Klavierlehrerin, wollte, dass ihre Tochter eine möglichst breite Palette an Fähigkeiten erwirbt. Das begann mit Klavierunterricht im Alter von zwei Jahren, Ballettstunden im Alter von vier sowie dem Erlernen verschiedener anderer Instrumente, der Malerei und Französisch.
Ihre College-Ausbildung begann Twyla Tharp am Pomona College, wechselte aber nach einem Jahr an das Banard College in New York, wo sie Kunstgeschichte studierte. Gleichzeitig studierte sie außerhalb des Colleges an der Schule des American Ballet Theatre Tanz bei Martha Graham und Erick Hawkins.
Nach zwei Jahren bei Paul Taylor gründete sie 1965 ihre eigene Ballettkompanie. 1988 fusionierte ihre Kompanie mit dem American Ballet Theatre, für das sie mehr als ein Dutzend Stücke schuf. In der Folge choreografierte sie auch Stücke für andere berühmte Ballettkompanien wie das Royal Ballet und das New York City Ballet.
1979 arbeitete Twyla Tharp für den Film Hair zum ersten Mal mit dem Regisseur Miloš Forman zusammen. Später wiederholten sie ihre Zusammenarbeit bei den Filmen Ragtime (1980) und Amadeus (1984). Weitere Filmprojekte waren White Nights (1985) und I'll Do Anything (1994).
Seit 1980 arbeitete Tharp auch am Broadway, unter anderem für When We Were Very Young, Singing in the Rain und Moving out. David Byrne komponierte 1981 im Auftrag der Twyla Tharp Dance Foundation alle Lieder zu der Broadway Produktion The Catherine Wheel. 1986 komponierte Philip Glass die Musik zu dem 45 Minuten langen Tanzstück In the Upper Room, auch als Dancer's Notebook, # 1-9 bekannt.
1991 wurde ihre eigene Kompanie wiederbelebt. Ihr Programm Cutting up, das in Zusammenarbeit mit Mikhail Baryshnikov entstand, war eine der erfolgreichsten Produktionen zeitgenössischen Tanzes.

## Preise und Ehrungen
- 1985 zwei Emmys Awards
- 1992 MacArthur Fellow
- 1993 Mitglied der American Academy of Arts and Sciences
- 1997 Ehrenmitglied der American Academy of Arts and Letters
- 2003 Tony Award für Moving Out
- 2003 Astaire Award
- 2003 Drama League Award
- 2003 Drama Desk Award
- 2003 Outer Critics Circle Award
- 2008 Kennedy-Preis
- 2015 Mitglied der American Philosophical Society

## Werke
Bücher
- Push Comes to Shove - Autobiographie; Bantam Dell Pub Group 1992; ISBN 978-0-553-07306-5
- The Creative Habit: Learn It and Use It for Life; Simon & Schuster 2008; ISBN 978-0-7432-3527-3

Tonträger
- Philip Glass: In the Upper Room - Dancer's Notebook # 1-9, Twyla Tharp Dance Foundation, Inc., Dirigent; Michael Riesmann, 2009 Orange Mountain Music (CD)
- Songs from the Broadway Production of „The Catherine Wheel“, Komponist und Sänger: David Byrne, 1982, Hamburg: WEA-Musik (Vinyl)